# Kanton Pujilí

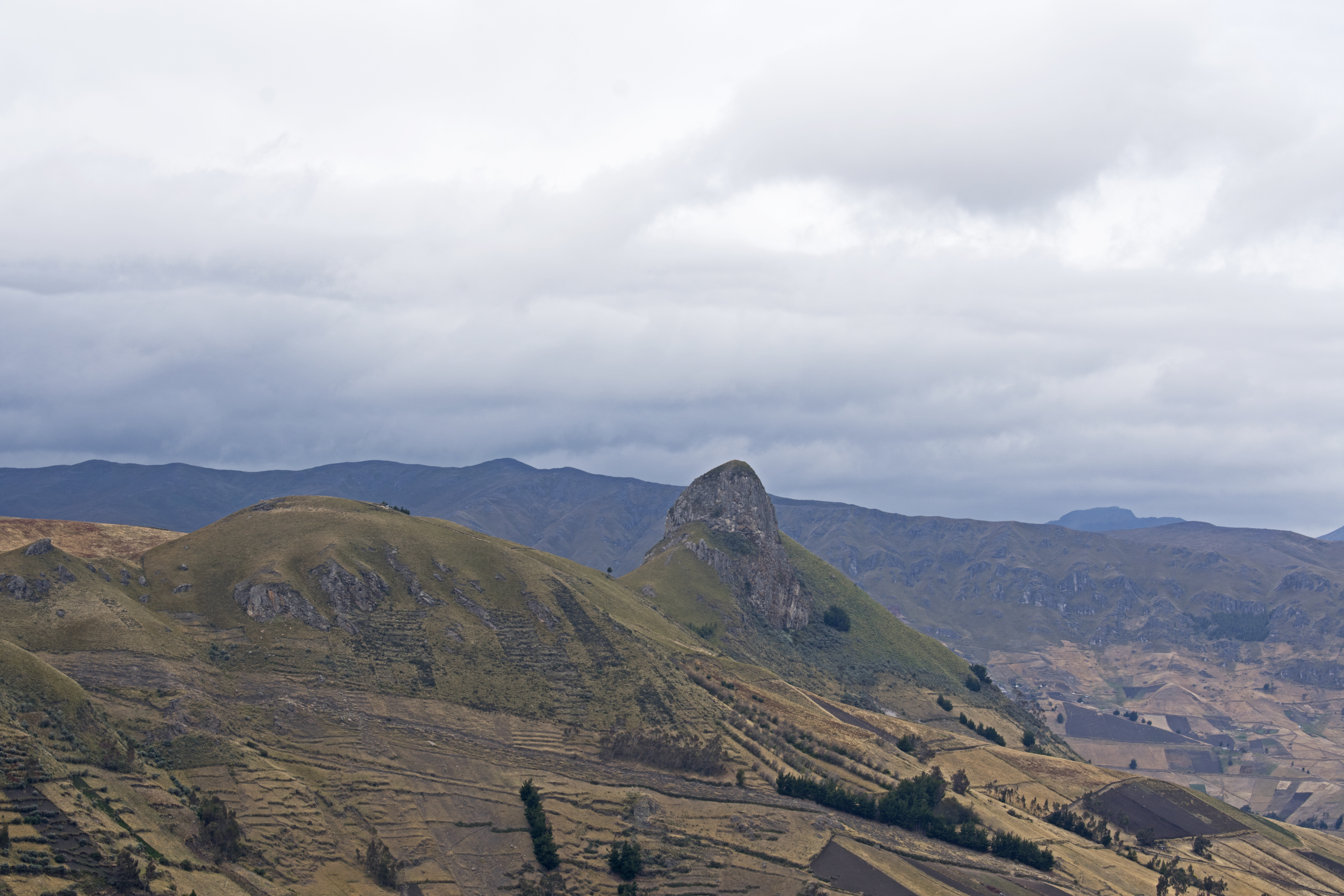
Hügeln südlich von Ugshaloma Grande

Der Kanton Pujilí befindet sich in der Provinz Cotopaxi nordzentral in Ecuador. Er besitzt eine Fläche von 1302 km². Im Jahr 2022 lag die Einwohnerzahl bei rund 67.000. Verwaltungssitz des Kantons ist die Kleinstadt Pujilí mit etwa 10.000 Einwohnern (Stand 2010).

## Lage
Der Kanton Pujilí befindet sich im zentralen Süden der Provinz Cotopaxi. Das Gebiet erstreckt sich über die Cordillera Occidental. Das Gebiet liegt in Höhen zwischen 2900 m und 4200 m. Der Hauptort Pujilí liegt 9,5 km westlich der Provinzhauptstadt Latacunga. Die Fernstraße E30 (Latacunga–Quevedo) führt in Ost-West-Richtung durch den Kanton.
Der Kanton Pujilí grenzt im Nordosten an den Kanton Saquisilí, im Osten an den Kanton Latacunga, im Südosten an den Kanton Salcedo, im zentralen Süden an die Provinzen Tungurahua und Bolívar, im Südwesten an den Kanton Pangua, im Nordwesten an den Kanton La Maná sowie im Norden an den Kanton Sigchos.

## Verwaltungsgliederung

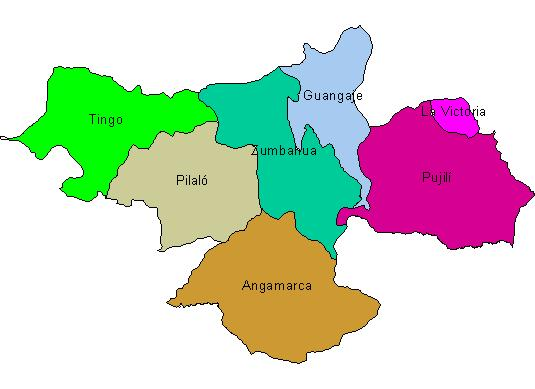
Parroquias im Kanton Pujilí

Der Kanton Pujilí ist in die Parroquia urbana („städtisches Kirchspiel“)
- Pujilí (Matriz)

und in die Parroquias rurales („ländliches Kirchspiel“)
- Angamarca
- El Tingo
- Guangaje
- La Victoria
- Pilaló
- Zumbahua

gegliedert.

## Geschichte
Der Kanton Pujilí wurde am 14. Oktober 1852 eingerichtet (fecha de creación).
Entwicklung der Einwohnerzahl im Kanton Pujilí bei landesweiten Volkszählungen zum jeweiligen Gebietsstand:
| Jahr                    | Einwohner | +/-     |
| ----------------------- | --------- | ------- |
| 1950                    | 48.366    | –       |
| 1962                    | 31.014    | −35,9 % |
| 1974                    | 63.616    | 105,1 % |
| 1982                    | 76.868    | 20,8 %  |
| 1990                    | 51.550    | −32,9 % |
| 2001                    | 60.728    | 17,8 %  |
| 2010                    | 69.055    | 13,7 %  |
| 2022                    | 66.980    | −3 %    |
| Datenherkunft: Wikidata |           |         |